# Conquista de Gales por Eduardo I da Inglaterra
A Conquista de Gales por Eduardo I da Inglaterra, as vezes referida como Conquista Eduardiana de Gales, foi uma guerra que aconteceu entre o Reino da Inglaterra e o Principado de Gales entre 1277 e 1283. Terminou como uma vitória inglesa e a submissão dos galeses.
No século XIII, Gales estava dividida entre diversos principados com senhorios nativos e os territórios dos lordes anglo-normandos (chamados de Marcher lords, ou Barwn y Mers), leais a Inglaterra. Entre as principalidades galeses, a maior era o Reino de Gwynedd, cujos líderes governavam boa parte do país, com o título de Príncipe de Gales (Tywysog Cymru). Nos séculos anteriores, os ingleses já haviam feito várias tentativas de dominar o país vizinho, com graus variados de sucesso e muitos fracassos, mas foi apenas com a ofensiva de Eduardo I, entre 1277 e 1283, que submeteu o príncipe Llywelyn ap Gruffudd ("Llywelyn, o Último"), que o domínio da Inglaterra sobre o País de Gales foi completo e duradouro.
O grosso da conquista se deu em duas campanhas, em 1277 e 1282/1283, com Eduardo I realizando suas ofensivas em etapas, dominando o território Galês por partes, submetendo individualmente os principados. O território conquistado e seus líderes passaram a ser diretamente vassalos do trono inglês, e, com o passar dos anos, Gales se tornou, por costume, o dote territorial do herdeiro da Coroa Inglesa, que usaria oficialmente o título de Príncipe de Gales (Prince of Wales), outorgado pela primeira vez por Eduardo I ao seu filho mais velho, Eduardo de Caernarfon. Isso virou uma tradição seguida nos próximos séculos. Eduardo deu várias terras em Gales para lordes ingleses que o apoiaram na conquista, promovendo também a colonização da região por cidadãos comuns ingleses. Contudo, rebeliões esporádicas dos nativos galeses continuaram pelos próximos cem anos. O território só foi formalmente anexado ao Reino da Inglaterra através dos Atos das Leis em Gales de 1535-1542, que marcou oficialmente o fim da independência galesa.
Apesar dos territórios anexados para a Inglaterra e da glória conquistada, a guerra foi extremamente custosa para os ingleses, forçando Eduardo I a se aproximar do parlamento para elevar os impostos, o que lentamente começaria a mudar o balanço de poder entre os nobres e a Coroa.